# کلبه تب‌دار ۲: تب بهاری
کلبه تب‌دار ۲: تب بهاری (به انگلیسی: Cabin Fever 2: Spring Fever) یک فیلم کمدی ترسناک آمریکایی محصول سال ۲۰۰۹ به کارگردانی تی وست با بازی نوآ سیگان، الکسی واسر، مارک سنتر، رایدر استرانگ و جوزپه اندروز است. این اثر دنباله‌ای برای فیلم کلبه تب‌دار (فیلم ۲۰۰۲) محسوب می‌شود.

## داستان
مراسم رقص فارغ‌التحصیلی با تهدیدی مرگبار روبرو می‌شود. ویروسی گوشتخوار از طریق یک برند مشهور آب بسته‌بندی شده منتشر می‌شود و…

## تولید فیلم
تولید فیلم در آوریل ۲۰۰۷ به پایان رسید.

## انتشار فیلم
اولین بار این فیلم در ۲۴ اکتبر ۲۰۰۹ در سینماهای Mann 6 در هالیوود، لس آنجلس، کالیفرنیا به عنوان بخشی از جشنواره فیلم‌های ترسناک اسکریمفست لس آنجلس به نمایش درآمد. دی‌وی‌دی فیلم در ایالات متحده آمریکا در ۱۶ فوریه ۲۰۱۰ و در انگلیس در ۲۲ فوریه منتشر شد.